# Quanitra Hollingsworth
Quanitra Hollingsworth (15 de novembro de 1988) é uma basquetebolista profissional estadunidense naturalizada turca.

## Carreira
Quanitra Hollingsworth integrou a Seleção Turca de Basquetebol Feminino, em Londres 2012.